# Einlauf (Medizin)
Als Einlauf (Klistier, Klysma, Analspülung, Analdusche, Darmspülung) wird das Einleiten einer Flüssigkeit über den Anus in den Darm bezeichnet. Anwendung finden Einläufe gegen Verstopfung und zur Darmreinigung.

## Wortherkunft
Die Wörter Klistier, englisch clyster, französisch clistère, italienisch clistere, lassen sich von den altgriechischen Wörtern κλυστήρ klystér, deutsch ‚der Spüler‘ und κλυστήριον klystérion, deutsch ‚Reinigung‘ ableiten. Als Synonym verwendeten die Griechen den Begriff ἔνεμα énema, von ἐνίημι eníēmi, deutsch ‚einspritzen‘, der Eingang in die englische Sprache gefunden hat und heute häufiger benutzt wird als clyster. Als Klistier wird neben der Behandlung auch das dafür verwendete Instrument bezeichnet.

## Anwendung
Abhängig von der Anforderung an die Darmentleerung kommen in der Medizin unterschiedliche Arten von Einläufen zum Einsatz. Die häufigste Form ist das einfache Klistier, das bei akuter Verstopfung oder vor diagnostischen Eingriffen im Enddarmbereich eine schnelle Defäkation zur Folge hat. Orthograde Darmspülungen oder Reinigungseinläufe dienen vor Darmspiegelungen oder Operationen im Bauchraum zur Darmreinigung. Irrigationen oder hohe Einläufe, Heber- oder Schwenk-Einläufe und rektale Darmspülungen sind Varianten. Sie werden begleitend zum Heilfasten zur Unterstützung der Abführung von Stoffwechselendprodukten verwendet und empfohlen.
Der Heber- oder Schwenkeinlauf wird sehr häufig irrtümlicherweise als "Hebe-Senk-Einlauf" bezeichnet, da man bei seiner Durchführung den Spülbeutel heben und senken muss. Tatsächlich beruht die Namensgebung auf der Tatsache, dass man sich bei diesem Einlauf des sog. Heberprinzips bedient ([1]). Dieses Prinzip lässt eine Flüssigkeit aus einem 'Behälter' mit Hilfe eines Schlauches in einen tiefer gelegenen fließen. Dabei wird letztendlich der hydrostatische Druck ausgenutzt ("abhebern").
Der Schwenkeinlauf dient zur Anregung der Peristaltik oder zur Förderung des Abgangs von Darmgasen. Er unterscheidet sich vom Reinigungseinlauf nur dadurch, dass das Darmrohr nicht sofort entfernt wird, nachdem die Spülflüssigkeit eingelaufen ist. Der Irrigator wird unter Patientenniveau gehalten, sobald die Spülflüssigkeit eingelaufen ist, so dass die Spülflüssigkeit in den Irrigator zurückfließen kann. Anschließend wird der Irrigator oder Beutel wieder über Patientenniveau gehalten. Dieser Vorgang wird wiederholt, bis die Flüssigkeit bräunlich getrübt ist oder genügend Darmgase abgegangen sind (erkennbar am "Gurgeln" der Spülflüssigkeit im Irrigator). "Eine Heberwirkung entsteht nur, wenn nicht der gesamte Irrigator entleert wird. Mit dem rhythmischen Wechsel von Heben und Senken des Irrigators wird die Darmperistaltik angeregt und gleichzeitig der Spüleffekt verstärkt".
Eine Sonderform des Einlaufes, nämlich die Irrigation, wird bei Enterostoma und Stuhlinkontinenz eingesetzt. Diese Technik ist mit der rektalen Darmspülung vergleichbar. Weitere Anwendungen sind der Lactulose-Einlauf bei dekompensierter Leberzirrhose, der Resonium-Einlauf bei Hyperkaliämie, und Medikamenten-Klistiere z. B. bei entzündlicher Colitis ulcerosa. Rektale Instillation von Kochsalzlösung ist eine therapeutische Maßnahme bei der Intussuszeption (Invagination) in der Kinderheilkunde. Die Flüssigkeitsmengen variieren von 120 bis 2000 ml (bei Kindern entsprechend weniger). Mikroklistiere enthalten nur ca. 5 ml; sie dienen zur Verabreichung von Medikamenten bei Kindern.
Klistiere und Einläufe waren früher auch eine Methode des Alkoholkonsums. Manchmal werden Klistiere und Einläufe auch für sexuelle Praktiken der Klinikerotik, Klysmaphilie, zur Vorbereitung auf Analverkehr und als „Körperstrafe“ im Rahmen von BDSM verwendet. In der Alternativmedizin gehören Darmspülungen zu den ausleitenden Verfahren (siehe auch Subaquales Darmbad).

## Geräte
Je nach Art des Einlaufs kommen unterschiedliche Geräte zum Einsatz. Medizinische Einmalklistiere haben 100 bis 200 ml Inhalt, Mikroklistiere (s. o.) 5–10 ml.
Sollen dagegen größere Mengen an Spülflüssigkeit verabreicht werden, so wird eine Klistierspritze oder ein Irrigator verwendet. Bei Personen ohne Schließmuskelschwäche werden einfache, flexible Darmrohre benutzt, für Patienten mit Schließmuskelschwäche (Stuhlinkontinenz) gibt es solche mit einem abdichtenden Ballon (Ballondarmrohre).
Zur Selbstanwendung gibt es handbetriebene Klistierpumpen, die Flüssigkeit aus einem Behälter (etwa aus dem Waschbecken) ansaugen. Irrigator-Einlaufsysteme sind Behälter oder Faltbeutel, die erhöht aufgehängt werden.
Sogenannte Birnspritzen aus Kautschuk-Gummi pressen durch Zusammendrücken des Druckballs etwa 200–400 ml Wasser in den Darm, je nachdem welches Gerät verwendet wird.

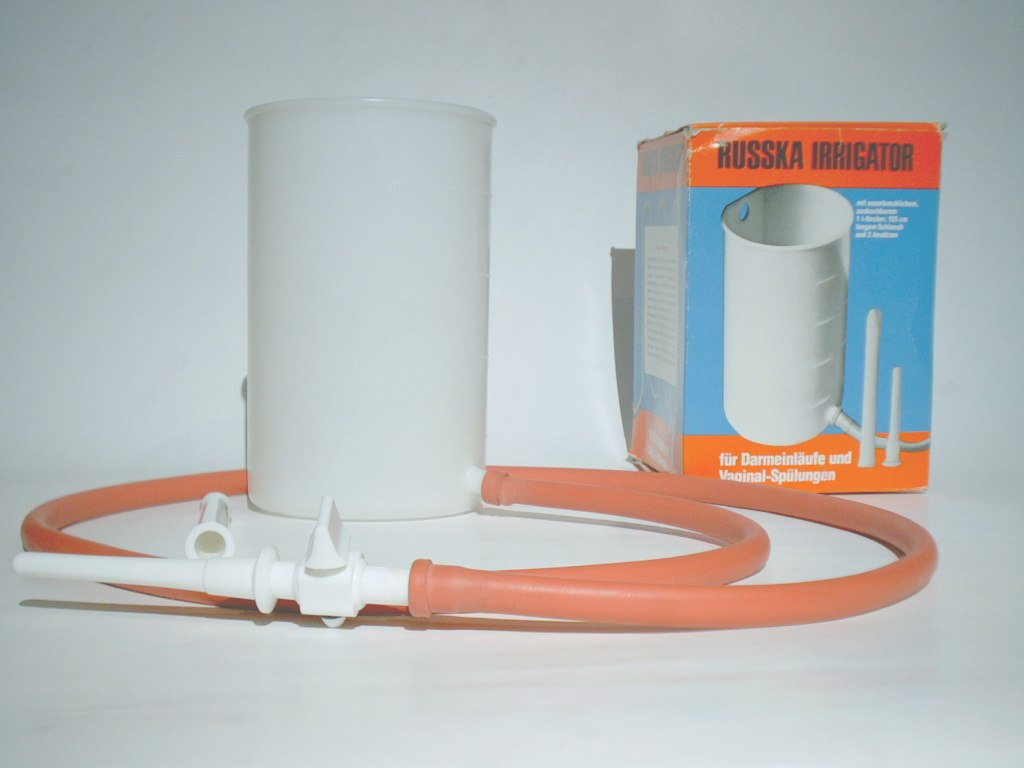
Irrigator-Set
Klysopumpe mit separatem Flüssigkeitsbehälter
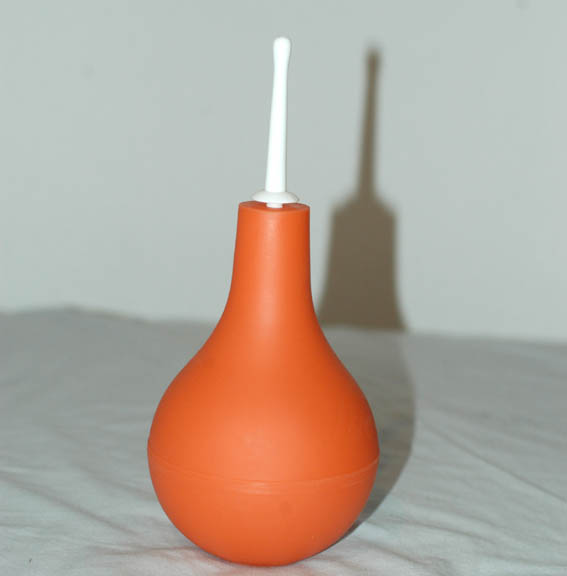
Birnspritze 200 ml

## Geschichte
Trichter- oder Einlaufklistiere zählen zu den ältesten Darmeinlauf-Methoden. Der Einlauf erfolgt aus einem Behälter (Irrigator), der erhöht gehalten oder aufgehängt wird. Im Altertum wurden Einläufe vielfach mittels Flaschenkürbissen oder geschnitzten Holzgefäßen durchgeführt. Diese Methode wird bis heute von Naturvölkern angewendet.
In der babylonischen, indischen und altägyptischen Medizin war der Gebrauch von Klistieren zur Durchführung von Darmentleerungen gebräuchlich. Man glaubte, dass Stuhlansammlungen zum Schutz und zur Förderung der Gesundheit regelmäßig aus dem Körper herausbefördert werden müssen. Es soll sogar Spezialärzte für Klistieranwendungen gegeben haben. Im Papyrus Chester Beatty VI werden verschiedene Rezepte genannt, die durch einen Einlauf zur Anwendung kamen.

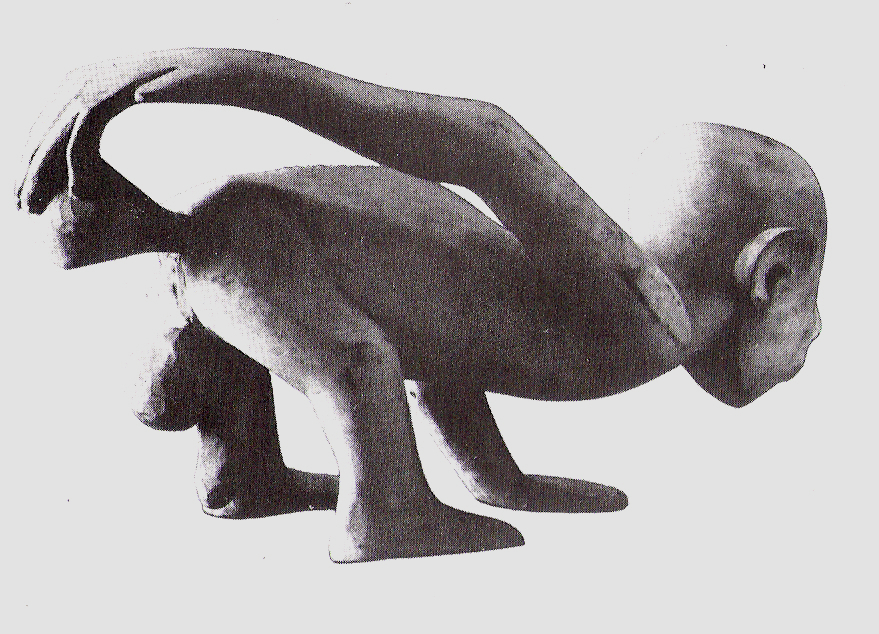
Druckklistier aus einer Tierblase (afrikanische Holzplastik, 19. Jahrhundert)

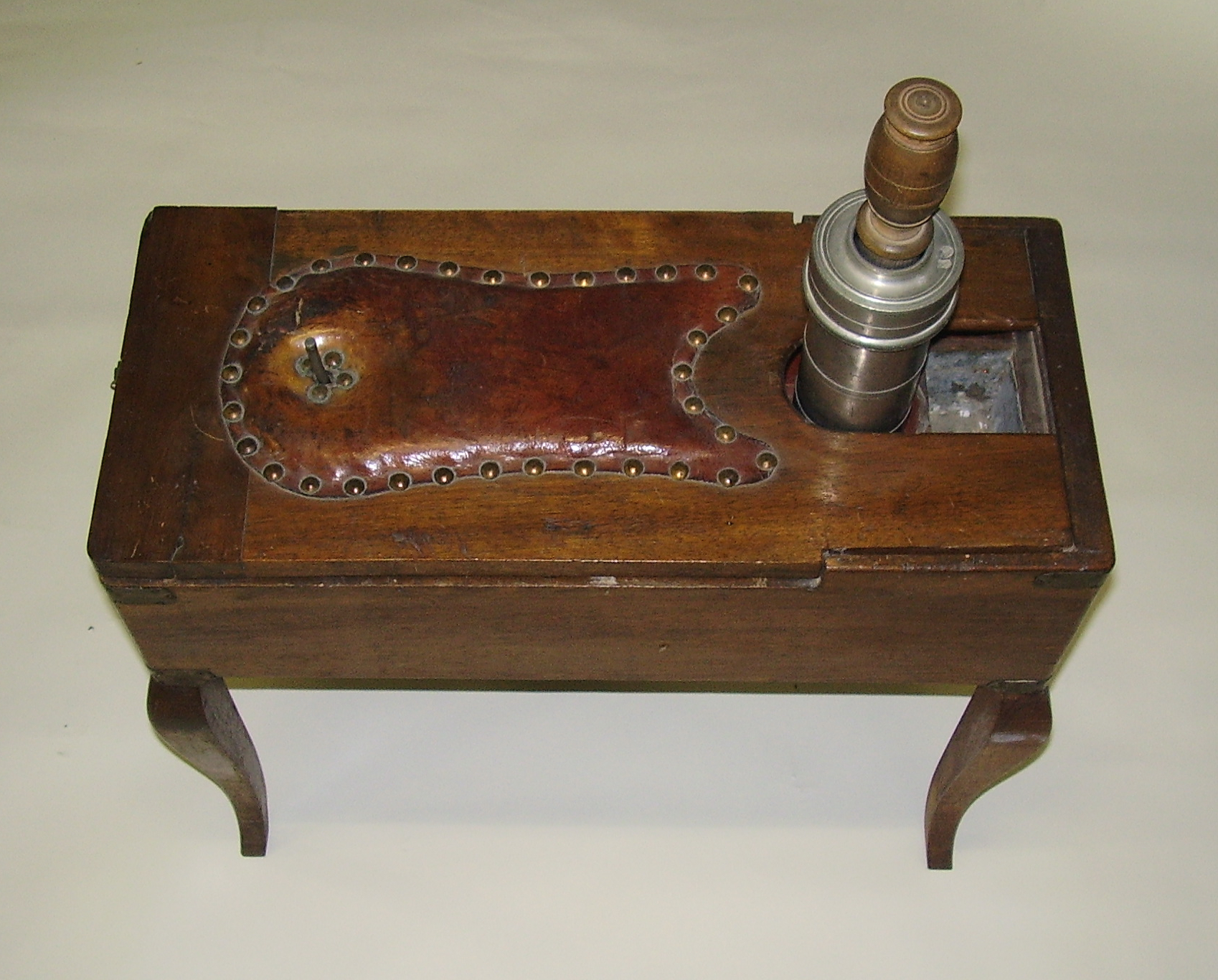
Transportabler Selbstklistier-Apparat nach Giovanni Alessandro Brambilla (18. Jahrhundert; Medizinhistorisches Museum der Universität Zürich)

Klistierspritze (18. Jahrhundert; Medizinhistorisches Museum der Universität Zürich)

Auch in der griechischen Medizin galt das Klistier als therapeutisch bedeutsames Instrument. Nach Vorstellungen des Hippokrates von Kos (460–377 v. Chr.) und seiner Schule beruht die Gesundheit auf dem Gleichgewicht der Körpersäfte. Verstopfung bedeute, dass sich die Körpersäfte nicht im Gleichgewicht befinden. Darmklistiere gelangten vor allem bei Verstopfung und Magen-Darm-Erkrankungen zur Anwendung und sollten den Darm von verdorbenen, krankmachenden und überschüssigen Säften reinigen. Auch in den Schriften von Galenos findet sich die Klistier-Anwendung.
Im indischen Ayurveda und im Yoga hat der Einlauf Bedeutung sowohl für die körperliche als auch für die mentale Gesundheit. Der hier Basti genannte Einlauf wird durch Einsaugen von Wasser mittels Muskelkontraktionen des Beckenbodens und des Anus vollzogen, oder man verwendet Druckklistiere, die ehemals aus Harnblasen von Tieren hergestellt wurden.

Ein weiteres altes Klistiergerät ist das Druckklistier. Es besteht aus einem komprimierbaren Behälter, an den eine Rektalkanüle angesetzt wird. Indianer aus dem Amazonasgebiet fertigten als erste Gummibälle aus Kautschuk und setzten diese zum Klistieren ein. Im Mittelalter verwendete man zur Herstellung von Druckklistieren meistens Tierblasen (Harnblasen), Leder oder Pergament, die zu einem Sack zusammengenäht wurden. An den Behälter wurde ein Ansatzrohr gebunden, das in der Regel aus Edelmetall, Horn oder Knochen bestand und am Ende oder seitlich eine oder mehrere Ausflussöffnungen hatte. Durch Druck auf den Behälter konnten Flüssigkeiten von Hand in den Mastdarm oder andere Körperhöhlungen gepresst werden.
Mechanische Klistierspritzen aus Metall mit Gewinde, Kolben, Stempel und Kanüle gibt es seit dem 15. Jahrhundert. Zu Zeiten Molières und des Sonnenkönigs war die Gabe eines Klistiers eine Selbstverständlichkeit und wurde als Allheilmittel von Leibärzten verordnet.
Seit dem 17. Jahrhundert gibt es bereits Geräte zum Selbstklistieren, die ebenfalls auf dem Kolbenprinzip beruhen. Die Entwicklung entsprang dem Wunsch vieler Patienten, ihren Intimbereich nicht vor einem Fremden entblößen zu müssen.

Eine Sonderform war das Tabakklistier, das seit dem 17. Jahrhundert, etwa von Thomas Sydenham empfohlen, bei Koliken, Darmverschlingungen, Eingeweidewürmern und Darmbrüchen zum Einsatz kam. Auch zur Wiederbelebung von „Scheintoten“ wurde das Tabakklistier vor allem in Holland im 18. Jahrhundert angewendet. Im Wiener Josephinum ist heute noch ein Tabakklistier aus dem Jahr 1769 erhalten. Bei der rektalen Anwendung des Tabakklistiers war starker, schwarzer Tabak vonnöten, der dem Patienten eine Stunde lang ununterbrochen eingeblasen wurde. Verabreicht wurde es dem Patienten entweder stehend, auf einem Geburtsstuhl sitzend oder auf der Seite liegend. Bei der „Wiederbelebung“ wurde der Rauch oral eingeblasen. Erzeugt wurde der Rauch in einem Kessel, in dem sich glühende Kohlen und Tabak befanden. Vermittels eines Blasebalgs wurde der Rauch durch einen Schlauch sowie die Öffnungen des Endstücks in die entsprechende Körperregion geleitet.
Eine Irrigation des Darms über eine Kolostomie zur Behandlung der Colitis ulcerosa wurde um 1900 durchgeführt.